# Mara Maravilha Show
Mara Maravilha Show foi um programa infantil apresentado por Mara Maravilha na RecordTV de 27 abril de 1996 a 28 de fevereiro de 1997. Iniciou indo ao ar todos os sábados, das 12h às 14h. Posteriormente, o horário foi alterado, passando a ser exibido entre  14h e  16h. Com três meses no ar, devido a audiência de 2 pontos na época, passou a ser exibido de segunda a sexta-feira, das 15h15 às 16h15, substituindo o programa Tarde Criança com Mariane.

## História
O programa marcou o retorno da apresentadora do Show Maravilha à televisão brasileira, afastada desde sua saída do SBT em março de 1994. No programa exibido aos sábados, Mara comandava brincadeiras com o auditório, recebia convidados e atrações musicais e ainda interpretava vários papéis cômicos como uma indiazinha chamada Mara Iara, a robozinha, uma roqueira e outras como:
Esdruvolástica - Uma espevitada e fofoqueira garota que modificava todas as histórias ao seu redor.
Marinha Vai com as Outras - Marinha era uma garçonete que se intrometia nos assuntos de seus fregueses.
Professora Maroca - Um professora maluca que ensinava os alunos com muita música e muita bagunça.
Quando o programa passou a ser exibido de segunda a sexta-feira, passou a contar também com a exibição de desenhos animados. Um dos destaques do programa era a participação dos palhaços Catchup e Mostarda, que interagiam com Mara e o auditório em quadros cômicos.
O cenário trazia ambientes com natureza, tecnologia, teatro e artes. Havia o Robô Léo (Léo Áquilla), as Maravilhas e os personagens Mara Yara e Guaraná, feitos em bonecos por Francisco Perez.
O Mara Maravilha Show chegou ao fim no ano seguinte, quando Mara passou a apresentar o programa Mundo Maravilha, nas manhãs da mesma emissora.